# Reflex a obiettivo singolo

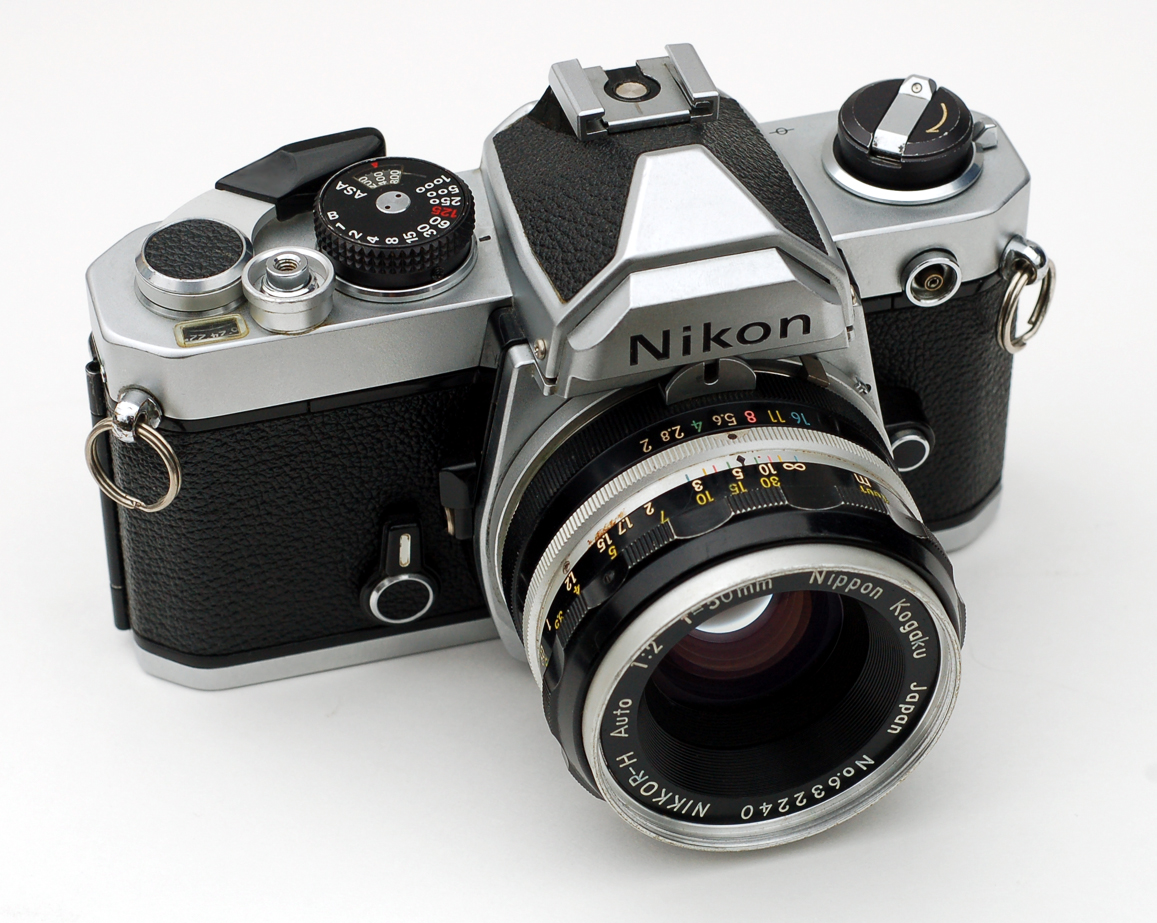
Classica reflex 35mm (Nikon FM)

La reflex monobiettivo o single-lens reflex (SLR) in inglese, o più semplicemente reflex, è un tipo di fotocamera reflex a singola lente solitamente intercambiabile, con un sistema di mira basato sullo specchio mobile (da reflex, riflesso) ed un vetro smerigliato per il controllo dell'inquadratura e della messa a fuoco. La maggior parte di queste «reflex» sono dotate anche di pentaprisma, per una modalità di mira diretta in asse ottico, tramite un oculare con un valore d'ingrandimento e una copertura percentuale del fotogramma, decisi dal fabbricante; il sistema permette di osservare esattamente ciò che inquadra l'obiettivo, rispetto al mirino galileiano, senza subire effetti di parallasse e selezionando direttamente il piano di fuoco.

## Considerazioni
Il nome «reflex», che ha condizionato molto la fotografia di massa dalla seconda metà del Novecento, deriva esclusivamente dal sistema di mira e non dal tipo di fotocamera o dalla dimensione del suo fotogramma; per cui, nel termine «SLR» sono comprese tutta una serie di fotocamere, anche di medio formato come la Hasselblad, lontane dall'idea più comune di reflex, perché senza pentaprisma. L'espressione "single lens reflex " fu introdotta per distinguere questa categoria di fotocamere dalle precedenti twin-lens reflex (TLR o biottica), anch'esse dotate di specchio (per cui, reflex), ma solitamente fisso, e costituite da un sistema compatto a due obiettivi, uno per la ripresa sulla pellicola e l'altro per inviare l'immagine al mirino e ottenere il controllo della messa a fuoco (con leggera parallasse) e l'inquadratura. 

### Reflex 35mm
Tuttavia, con «SLR» o «DSLR», oggi si tende ad identificare solamente le “ fotocamere a pentaprisma o a pentaspecchio di piccolo formato ” (FPPF), sia quelle a pellicola 135 che quelle digitali con sensore FF e/o APS-C; Attualmente (2025) questo tipo di fotocamere sta gradualmente andando fuori produzione, sostituito dalle fotocamere mirrorless.

## Storia
Nel 1860 Thomas Sutton aveva prodotto camera reflex a pozzetto con specchio mobile di grande formato; ma come ampiamente noto, il vantaggio di una reflex sta nel pentaprisma e nella possibilità di essere usata a mano libera, per la fotografia d'azione o in movimento, e questa fotocamera di legno era decisamente troppo grande e pesante per essere usata comodamente. Il pentaprisma fu brevettato nel Ottocento, ma non era quello a tetto di Corsi del 1947 (a cui bisognerà aspettare). 

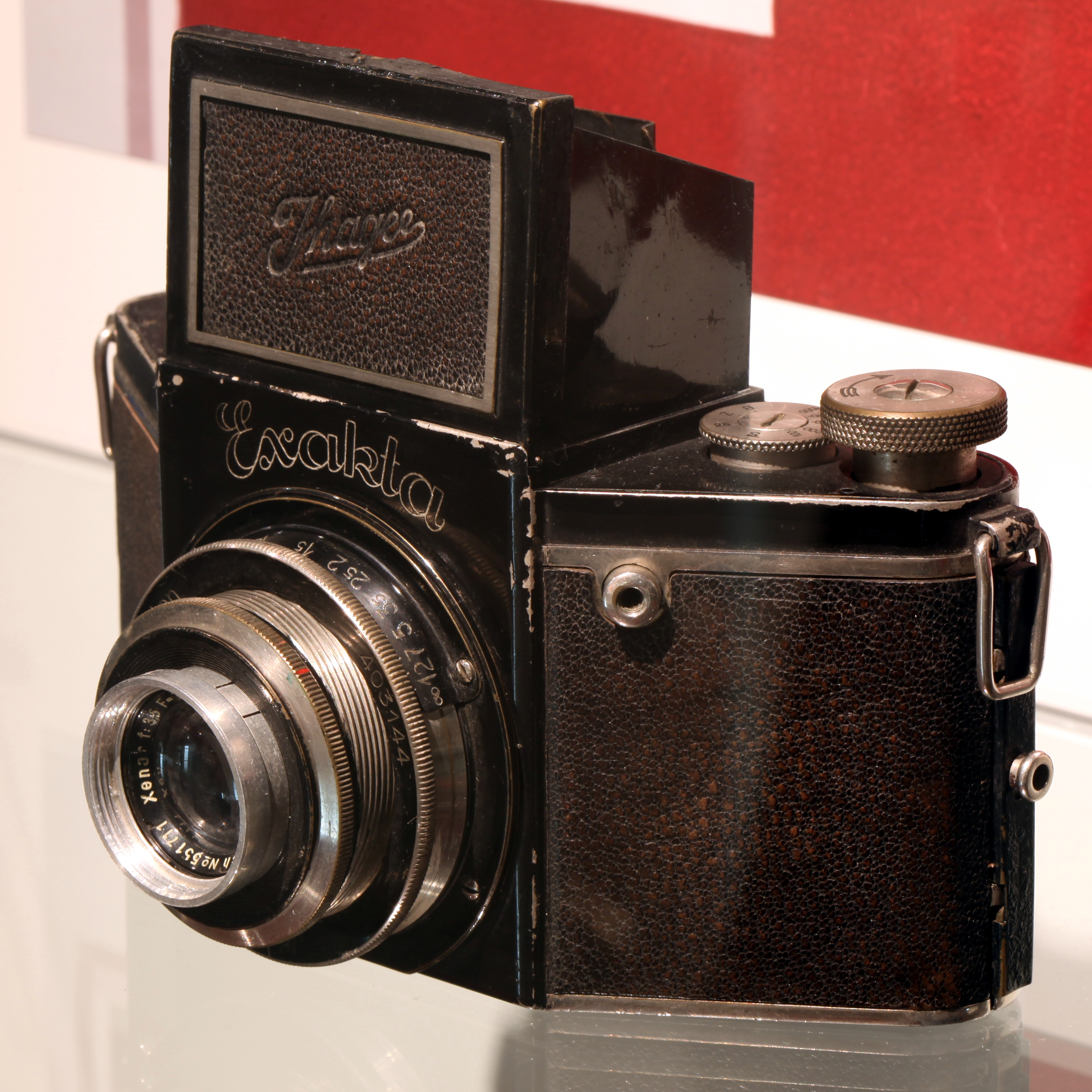
Exakta Standard (o VP)

Nel 1914 la ICA tedesca introdusse la sua prima reflex a pozzetto, con un obiettivo da 180 mm f/6,3 prodotto dalla Carl Zeiss Jena. Ed altri modelli simili furono prodotti in quegli anni, da varie aziende europee. 
Nel 1926 quattro tra le più importanti fabbriche tedesche di Dresda si uniscono per fondare la Zeiss-Ikon AG, che conta la bellezza di 3.400 dipendenti. Da allora è un crescendo di successi incredibili nella fabbricazione di apparecchiatura fotografica, dalle fotocamere alle lenti per obbiettivi.
Nel 1932 la Ihagee tedesca progettò una fotocamera reflex compatta: il modello Exakta-A, messa in commercio nel 1936. Questa non utilizzava il pentaprisma, ma un pozzetto di visione, ed usava inizialmente una pellicola formato 127. Questo primato è conteso con una macchina sovietica, la Sport (Cnopm), prodotta negli anni trenta dalla "Gosudarstvennyi Optiko-Mekhanicheskii Zavod" (GOMZ) di Leningrado (Russia). Infatti il suo prototipo, chiamato Gelveta, fu realizzato da A. O. Gelgar fra il 1934 e il 1935. L'origine del progetto risalirebbe addirittura al modello Mine, realizzato nel 1929 da A. A. Mine.

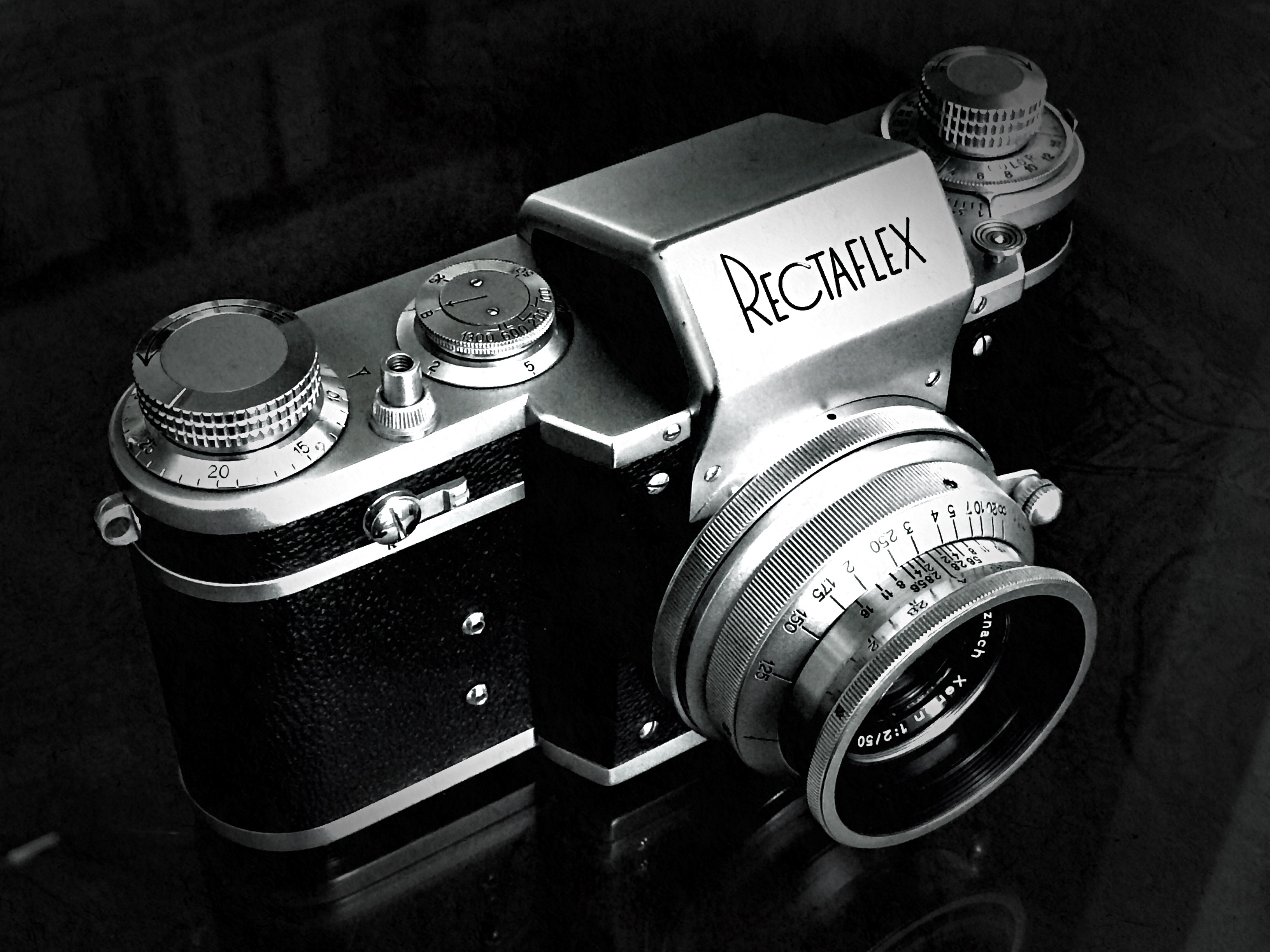
Rectaflex 1300 con ottica Schneider Xenon 50 mm ƒ/2

Nel 1947, finalmente, fu introdotto per la prima volta al mondo, il pentaprisma a tetto, con l'italiana Rectaflex di Telemaco Corsi, capo progettista e fondatore dell'azienda. Per l'epoca e la funzione rivoluzionaria, nel 1949 arrivò subito anche la Contax S (Spiegel - specchio, in tedesco) della DDR, che venduta in occidente prese il nome di Pentacon. 

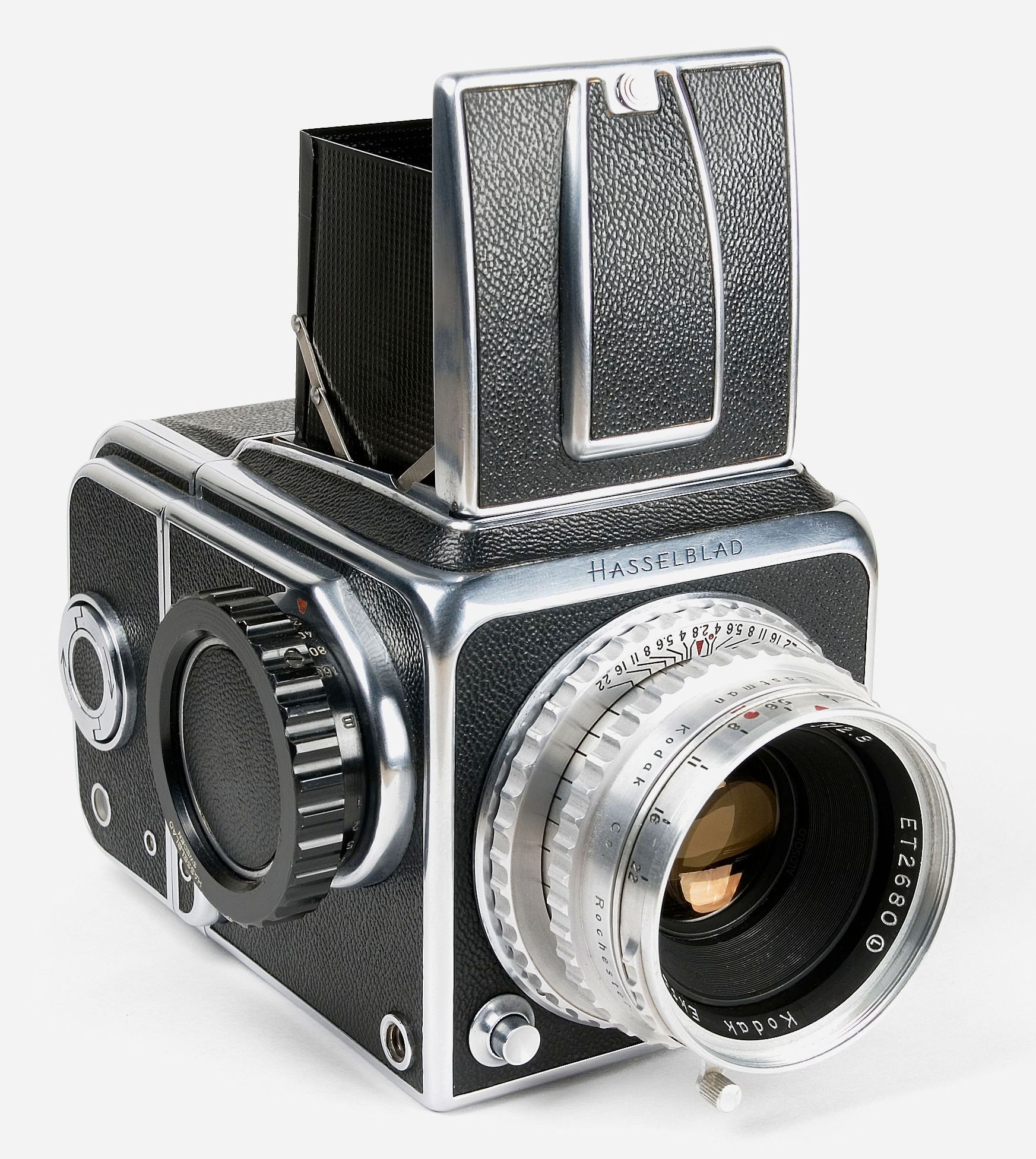
Hasselblad 1600F

Nel 1948, l'azienda svedese Hasselblad presenta la sua prima macchina fotografica reflex di medio formato, che fu l'antesignana di alcune delle più note fotocamere a rullo 120 oggi disponibili.
Nel 1952, la russa Zenit iniziò la produzione di una lunga e fortunata serie di reflex, con la trasformazione di una Zorki a telemetro in una reflex a pentaprisma, semplicemente sostituendo la parte superiore; venne aggiunto uno specchio regolato da un sistema di pulegge e venne adattato l'innesto a vite M42, per fare spazio allo specchio.
Nel 1952 la Asahi Optical Co. introdusse in Giappone la prima reflex a pozzetto con il ritorno automatico dello specchio, la Asahiflex. Nel 1957 introdusse il pentaprisma, chiamando questo modello Asahi Pentax AP; essa fu l'antesignana delle moderne reflex giapponesi. Il pentaprisma nelle macchine giapponesi, in realtà, era stato introdotto nel 1955 dalla Orion Camera Co. con il modello Miranda T.
Successivamente, nel 1959 la giapponese Nippon Kogaku introdusse il modello Nikon F. Con questa reflex per la prima volta veniva offerto un sistema completo, con pentaprisma e/o pozzetto visore intercambiabile. Successivamente venne messo in commercio anche il Photomic che aveva l'esposimetro incorporato nel pentaprisma. Il tutto insieme a tutta una serie di obiettivi intercambiabili di qualità e accessori vari che rendevano il sistema molto attrattivo per i professionisti. Vi era nel sistema anche un motore meccanico che permetteva una raffica fotografica fino a 4 foto al secondo.
Fu nel 1963, con la Topcon RE super, ad essere introdotta la prima lettura esposimetrica sul piano della pellicola attraverso una misurazione TTL. Già nel 1960 la Pentax aveva presentato la prima reflex a pentaprisma con esposimetro al CdS (solfuro di cadmio) incorporato con lettura TTL spot (Pentax Spotmatic), modello che però fu messo in produzione solo nel 1964, e con lettura TTL media (non spot).
Nel 1965 la Leica introdusse la sua prima reflex a pentaprisma, la  con esposimetro esterno e velocità di otturazione di 1/2000 s.
Nel 1967 fu presentata la prima reflex automatica a priorità di tempi, la Konica Autoreflex T, dove veniva scelto il tempo e la macchina impostava automaticamente il diaframma. Nel 1971 sempre l'Asahi Pentax presentò una moderna macchina con otturatore elettronico e priorità di diaframmi: la Pentax ES (Electro Spotmatic). Sempre nel 1971 Canon e Nikon introdussero i loro nuovi sistemi fotografici basati su una reflex: la Canon F1 con motore per sequenze velocissime e la Nikon F2.

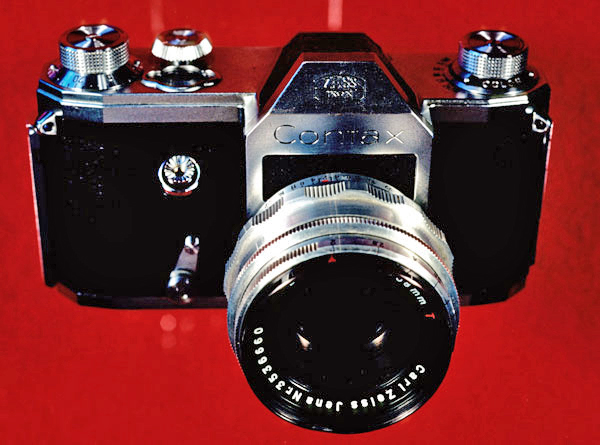
Contax S del 1949
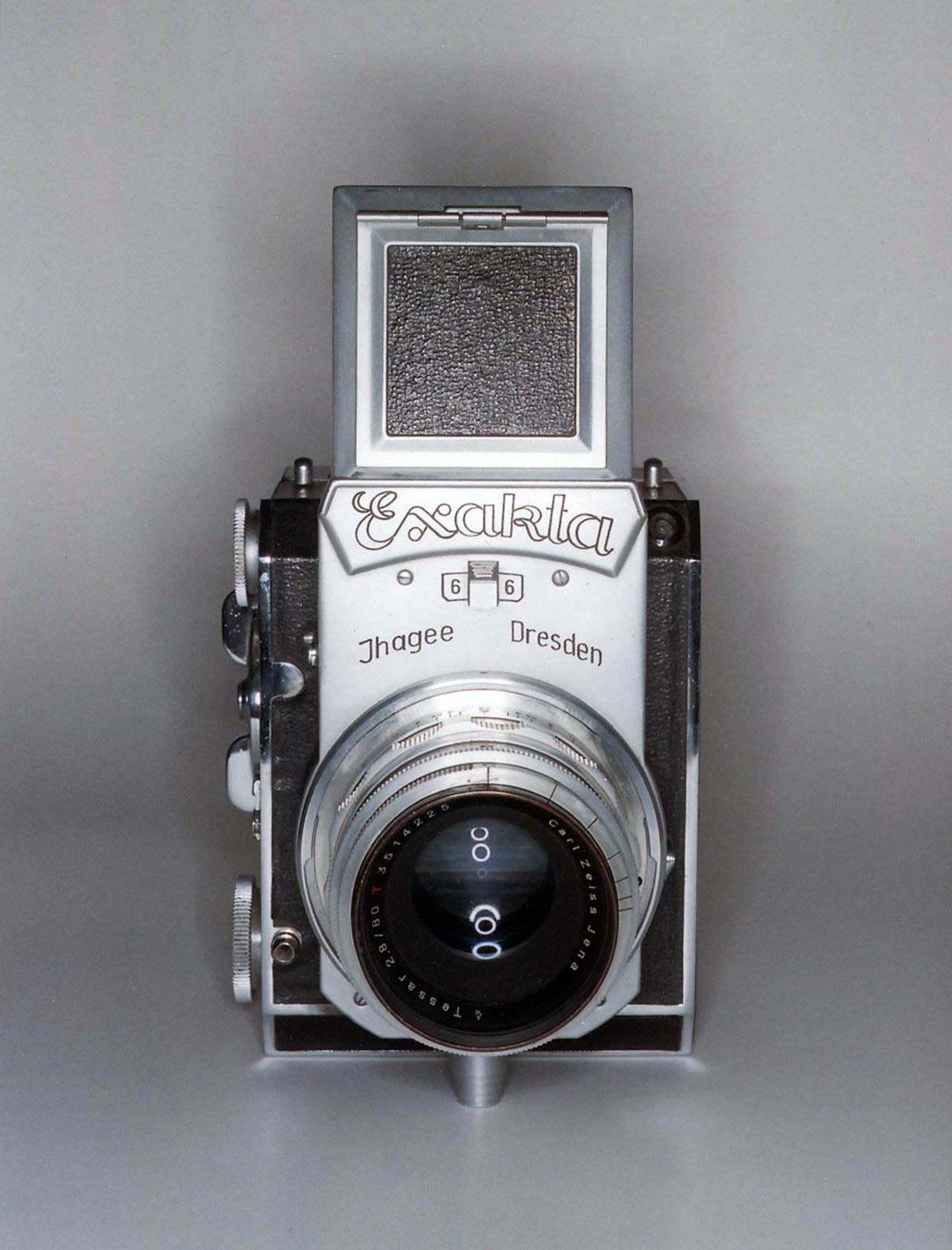
Exakta Iahgee 66 Verticale (1953)

## Funzionamento

Funzionamento di una SLR a pentaprisma: la luce passa attraverso l'obiettivo (1), viene riflessa dallo specchio (2) e proiettata sullo schermo smerigliato (5). Attraverso una lente di condensazione (6), il pentaprisma (7) e l'oculare del mirino (8), l'immagine si rende visibile al fotografo. Allo scatto lo specchio si alza, l'otturatore (3) si apre proiettando l'immagine sulla pellicola o sul sensore (4).

L'immagine ottica del obiettivo arriva capovolta, speculata ed invertita; lo specchio è inclinato di 45° e riflette l'immagine verso l'alto, in questo modo ricapovolge l'immagine sottosopra, raddrizzandola. A questo punto la destra e la sinistra sono ancora speculate, e l'asse ottico è 90° verso l'alto, quindi si rende necessario l'uso di un pentaprisma a tetto, per raddrizzare il lato destra-sinistra dell'immagine e poi deviarla di 90° per renderla parallela all'asse ottico della lente. Spesso è presente una lente di condensazione (a volte chiamata lente di Fresnel) che ingrandisce l'immagine del vetro smerigliato per facilitare il lavoro al mirino. Un mirino oculare preleva questa immagine e la rende al fotografo con un particolare valore totale di ingrandimento, che in genere è inferiore al 1x, tra 0,95x e 0,65x (mediamente 0,72x). La copertura sullo schermo smerigliato dovrebbe mostrare il 100% del fotogramma, ma non è sempre così; anzi, spesso viene mostrato solo un 90-95%, per vari motivi di economia, di taglio e di ingrandimento, e a volte anche meno (80-85%). Per economizzare il mirino, di usa anche un pentaspecchio nei modelli di fascia bassa.
Lo specchio normalmente si trova in posizione di mira (o di riposo), reindirizzando l'immagine verso il pentaprisma e quindi al mirino oculare, permettendo di inquadrare il soggetto da fotografare. Nel momento dello scatto lo specchio si solleva chiudendo la camera oscura e oscurando il mirino, l'otturatore si apre per la sciar passare la luce sull'elemento sensibile (pellicola o sensore) e in questo modo avviene la ripresa dell'immagine (fotografia). Non appena l'otturatore si richiude, lo specchio si riabbassa in posizione di mira.

### Pro e contro
Le fotocamere di piccolo formato con sistema a pentaprisma e specchio mobile, come le conosciamo oggi (es: «reflex 35mm»), nascono sostanzialmente dall'evoluzione delle fotocamere Leica a pellicola, e son state create prima in Europa e poi sviluppate più massicciamente in Giappone, dal secondo dopoguerra a fine secolo. Tra queste, si possono ricordare le varie Canon, Cosina, Fujica, Yashica, Minolta, Nikon, Olympus, Pentax, Petri, Ricoh, ecc. 
Il grande svantaggio, è la presenza stessa dello specchio ribaltabile (ciò vale anche in quelle a specchio fisso e di qualsiasi formato) che impedisce fisicamente di montare obiettivi la cui lente posteriore sia troppo vicina al piano focale. Rispetto alle Leica che sono senza specchio, questo crea un problema di tiraggio delle ottiche, che devono essere costruite con speciali schemi a retrofocus (dette a «teleobiettivo invertito») per allungare la dimensione fisica, soprattutto per quelle a lunghezza focale pari o inferiore alla diagonale del fotogramma.
Tuttavia, il lato positivo di questo svantaggio, è che le ottiche più lunghe, così costruite, tendono ad avere una minore evidenza della vignettatura ed una migliore illuminazione e resa ai bordi del fotogramma, soprattutto quando usate sui sensori digitali.
Piuttosto caratteristico è il fatto che lo specchio mobile, durante la ripresa, viene ribaltato per tutta la durata dell'esposizione ed oltre (salita e discesa), chiudendo la visione del soggetto al fotografo (detto black-out o mirino nero). Tale interruzione avviene in un “breve” istante, ma solo per i tempi veloci, e comunque per un tempo maggiore o anche molto maggiore di una ripresa senza specchio o con specchio fisso, in quanto esenti dal difetto. 
Lo specchio, i suoi meccanismi e il pentaprisma, più le altre lenti e telai per contenerli, aumentano l'ingombro e il peso di tutta l'attrezzatura, compreso delle ottiche retrofocus, nonché aumentano la rumorosità e le vibrazioni delle riprese dovute allo specchio mobile. 
I movimenti delle parti meccaniche producono il caratteristico e fascinoso "click" di questa tipologia di fotocamere, ma che in alcuni casi potrebbe dare fastidio, a persone o anche animali che si accorgono del fotografo o di essere fotografati, e che potrebbero scappare o adirarsi col operatore (vedi, paparazzi, avifauna, ecc).
Il vantaggio è quello di vedere esattamente l'inquadratura dell'obiettivo, nelle foto a distanza ravvicinata (macro) e nell'uso di teleobiettivi molto spinti; ovvero, tutto ciò che è al di fuori del tipico campo di lavoro (ottimo lavoro) di una Leica M con ottiche tra 24 e 135 mm. Tuttavia, l'oculare delle reflex di piccolo formato, è situato obbligatoriamente in una scomoda posizione centrale del corpo, invece che laterale (posizione più comoda) come le Leica M.

#### Copertura
Nella maggior parte delle macchine a penta, l'immagine catturata e l'immagine vista attraverso il mirino può anche non coincidere al 100% e normalmente si trova almeno un 90-95% di copertura. La percentuale di copertura dei mirini, dichiarata nelle specifiche, può variare tra circa 80% e 100%. Il costo per avere la visione al 100%, è una delle ragioni delle scelte produttive del sistema specchio, pentaprisma ed oculare, tale da suggerirne l'uso soltanto su fotocamere particolarmente impegnative economicamente, giustificate da una attività lavorativa (settore professionale).

#### Tolleranze
Le varie ottiche intercambiabili sul corpo-macchina prevedono precisi riferimenti produttivi, per il cosiddetto tiraggio e relative tolleranze. La somma delle imprecisioni di fabbricazione, pur se singolarmente rientranti nelle tolleranze, può incidere sulla precisione della messa a fuoco automatica e manuale, causando il front-back focus: disallineamento tra l'immagine ripresa e ciò che si vede sul mirino, oppure anche tra messa a fuoco reale e taratura del sistema AF. Per cui è possibile che il piano di messa a fuoco sarà nitido un po' più avanti o più indietro rispetto al punto corretto.

## Reflex a obiettivo integrato
La grande maggioranza delle fotocamere SLR hanno obiettivi intercambiabili; tuttavia esistono anche alcuni modelli ad obiettivo fisso.
I modelli prodotti da Olympus (serie IS) si rivolgevano principalmente ai fotoamatori: aspetto compatto, maneggevolezza, autofocus, esposizione programmata ed obiettivo zoom motorizzato dal grandangolo moderato al medio-tele, erano alcune delle loro caratteristiche principali. Nello stesso tempo, però, consentivano la visione attraverso l'obiettivo, ed anche la messa a fuoco e la misurazione della luce avvenivano through-the-lens. Alcuni modelli offrivano anche l'esposizione automatica a priorità dei diaframmi, infine tutti avevano obiettivi più luminosi di quelli delle fotocamere compatte zoom. Erano, in sostanza, una via di mezzo tra le fotocamere compatte più sofisticate e le comuni reflex.
I modelli della serie Yashica Dental Eye di Kyocera erano invece destinati all'uso professionale, in particolar modo alla fotografia dentistica (anche se nulla vietava di usarli per la macrofotografia). Presentavano infatti un obiettivo macro a focale fissa, con flash anulare incorporato.

## Reflex SLT
Le fotocamere SLT (single lens translucent - a traslucenza) usano uno specchio fisso semi-trasparente, chiamato anche pellicle mirror (specchio a pellicola) per via del suo sottilissimo spessore. Tra queste fotocamere ci sono le Canon Pellix e le successive EOS RT (o Real-Time) e anche le digitali, tipo Sony α99 ed altre, nonostante non abbiano il pentaprisma, ma un mirino elettronico. 
Una delle caratteristiche fondamentali per cui questi sistemi sono stati concepiti, è il fatto di evitare il tipico black-out del mirino a specchio mobile. Tuttavia, siccome non hanno bisogno di sollevare lo specchio prima di aprire l'otturatore, l'arco di tempo tra la pressione del pulsante di scatto e l'esposizione del fotogramma, è molto più breve di quello consentito dalle loro controparti a specchio mobile, soprattutto per i tempi veloci, quelli sportivi: con la EOS RT ci vogliono solo 0,008 sec. per l'apertura della prima tendina dell'otturatore. Le reflex a specchio fisso sono state concepite soprattutto per la fotografia sportiva e quella naturalistica, dove la prontezza nello scatto è vitale tanto quanto un tempo di esposizione rapido: la foto è già fatta subito dopo aver premuto a fondo il pulsante, mentre con una «reflex mobile», la scena ha tempo di scomporsi, nel periodo richiesto alla macchina per sollevare lo specchio, riprendere e riabbassarlo in posizione, in un ciclo continuo; tanto più che semplicemente a causa della vibrazione generata dal sollevamento dello specchio stesso, alcuni scatti con tempi normali o medio-lenti, potrebbero risultare mossi.
Richiedono una pellicola più sensibile, a parità di illuminazione della scena, a causa della riflessione parziale dello specchio, che toglie una parte della luce al fotogramma (da 1/2 a 1,5 stop in più), e la usa per la visione dell'immagine nel mirino e per l'autofocus, se presente. Per alcuni modelli era possibile cambiare lo specchietto con uno in grado di far passare più luce verso il piano focale, ma penalizzando la visione attraverso il mirino (l'immagine risultava più scura) e rendendo più difficile la focheggiatura. Inoltre, per questa caratteristica è necessario prestare la massima attenzione alla pulizia dello specchio, dato che eventuali impurità, quali pelucchi o granelli di polvere, penalizzano la qualità della fotografia.